# São Basílio (Braço do Norte)
São Basílio é um dos mais antigos bairros da cidade catarinense de Braço do Norte.
Quando em 1879 o agrimensor Carlos Othon Schlappal mapeou o local da sede da então colônia de Braço do Norte, Gaspar Xavier Neves já havia requerido terras que atingiam o atual bairro, até a margem esquerda do rio Braço do Norte. Localizado próximo ao bairro Centro, situado na região da antiga estrada Braço do Norte - São Ludgero e caminho dos tropeiros, estava até o início da década de 1970 na única ligação de Braço do Norte com a Barra do Norte, onde os colonos e tropeiros serviam-se da estação da Estrada de Ferro Donna Thereza Christina ou seguiam viagem em seus cargueiros, mulas e carros de boi até Tubarão ou comercializavam seus produtos e reuniam-se socialmente com os colonos italianos assentados inicialmente nas Colônia Azambuja e Urussanga.